# Polycarpaea divaricata
La "pata conejo", Polycarpaea divaricata, es una especie de fanerógama de la familia de las cariofiláceas.

## Descripción
Es una planta que pertenece al grupo de especies que tienen hojas subglabras, diferenciándose porque posee hojas de lanceoladas a anchamente espatuladas e inflorescencias terminales muy ramificadas. 

## Distribución
Es un endemismo de las Islas Canarias.

## Taxonomía
Polycarpaea divaricata fue descrita por (Aiton) Steud y publicado en Nomencl. Bot. ed. 2, 2: 369 1841.
Etimología
Polycarpaea: nombre genérico que procede del griego polys y karpos, y significa "abundante fructificación". 
divaricata: epíteto que procede del latín divaricare, que significa abrir, extender, haciendo referencia a la ramificación que se observa en las inflorescencias.
Sinonimia
- Polycarpaea tenerifae Lam. (1792)
- Polycarpaea tenerifae var. crassifolia Pit. (1909)
- Polycarpaea tenerifae var. intermedia Kuntze
- Polycarpaea tenerifae var. laxiflora Pit.
- Polycarpaea tenerifae var. linearifolia Bornm.
- Polycarpaea tenerifae var. multiflora Pit.[2]